# Lemme de Zassenhaus
Ne doit pas être confondu avec Théorème du papillon.

Diagramme de Hasse du « papillon de Zassenhaus »

En algèbre, le lemme de Zassenhaus, ou lemme du papillon, est un résultat technique sur le treillis des sous-groupes d'un groupe, qui permet de démontrer le lemme de raffinement de Schreier (utile dans le théorème de Jordan-Hölder), selon lequel deux suites de composition d'un groupe donné possèdent toujours un raffinement commun.
Lemme — Soient {\displaystyle G} un groupe, {\displaystyle A} et {\displaystyle C} deux sous-groupes de {\displaystyle G}, {\displaystyle B} un sous-groupe normal de {\displaystyle A}, et {\displaystyle D} un sous-groupe normal de {\displaystyle C}. Alors {\displaystyle B(A\cap D)} est normal dans {\displaystyle B(A\cap C}), {\displaystyle (B\cap C)D} est normal dans {\displaystyle (A\cap C)D}, et les deux groupes quotients correspondants sont isomorphes. Plus formellement :
{\displaystyle (B~\triangleleft ~A\leq G\quad }  et  {\displaystyle \quad D~\triangleleft ~C\leq G)\quad \Rightarrow \quad B(A\cap C)/B(A\cap D)\simeq (A\cap C)D/(B\cap C)D.}
Ce lemme fut publié par Hans Zassenhaus en 1934.